# Lake Curly
Lake Curly är en sjö i Australien. Den ligger i delstaten Tasmanien, i den sydöstra delen av landet, omkring 100 kilometer nordväst om delstatshuvudstaden Hobart. Lake Curly ligger 717 meter över havet. Arean är 0,18 kvadratkilometer. Den sträcker sig 0,7 kilometer i nord-sydlig riktning, och 0,8 kilometer i öst-västlig riktning.
I omgivningarna runt Lake Curly växer i huvudsak städsegrön lövskog. Trakten runt Lake Curly är nära nog obefolkad, med mindre än två invånare per kvadratkilometer. Genomsnittlig årsnederbörd är 1 573 millimeter. Den regnigaste månaden är september, med i genomsnitt 197 mm nederbörd, och den torraste är februari, med 62 mm nederbörd.